# Sander Keller
Sander Keller (* 18. September 1979 in Amsterdam) ist ein niederländischer ehemaliger Fußballspieler. Bis Mitte 2011 stand der Verteidiger 12 Jahre beim Schweizer Super-Ligisten Neuchâtel Xamax unter Vertrag.

## Karriere

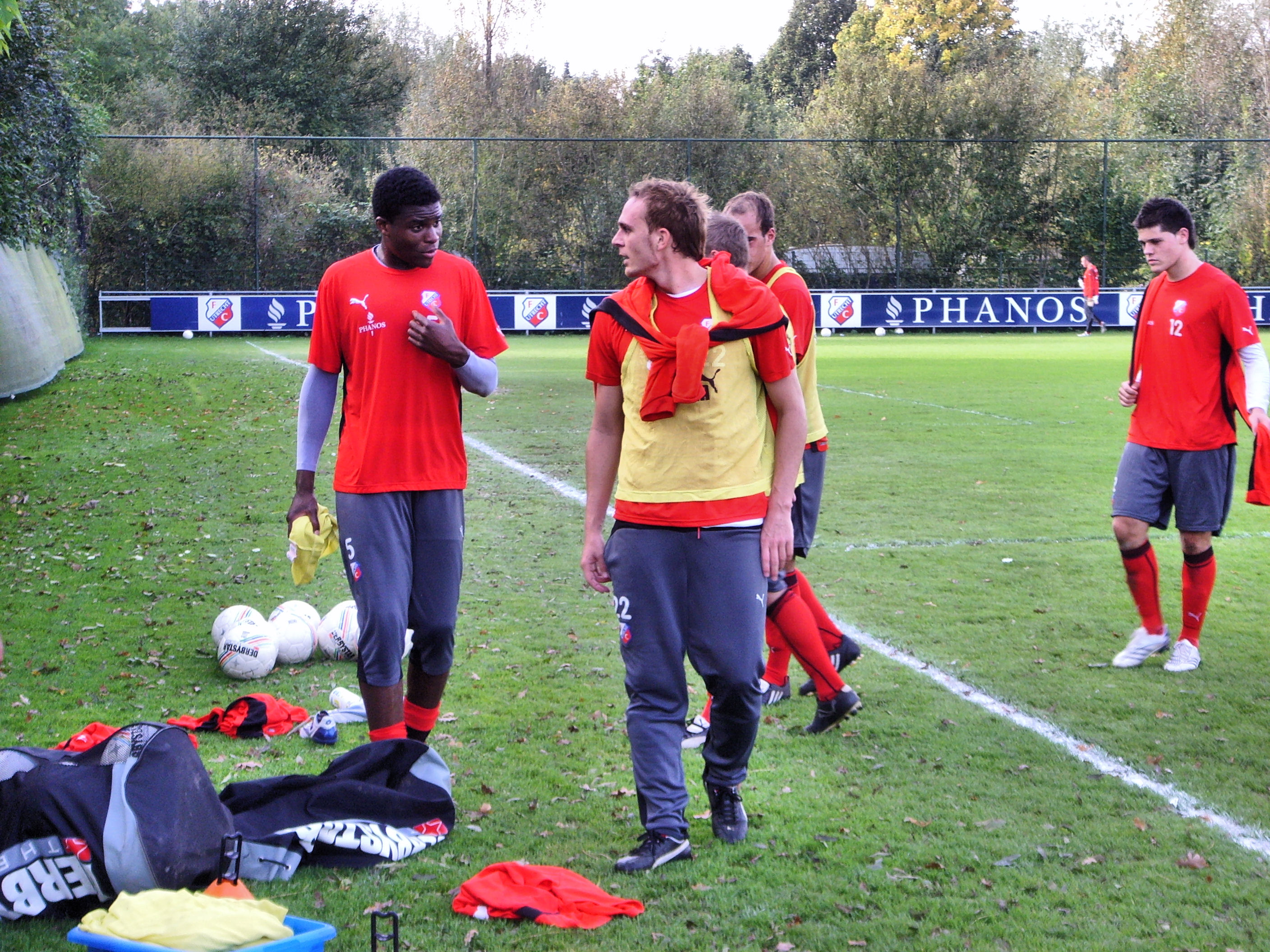
Francis Dickoh und Sander Keller während einer Trainingseinheit des FCU.

Keller wurde in der Jugendabteilung von Ajax Amsterdam ausgebildet, ehe er diese nach sieben Jahren verließ, um zum FC Utrecht zu wechseln. Dort gehörte er von Anfang an zum Profikader. Da Keller es im ersten Profijahr nicht schaffte, sich durchzusetzen, entschieden die FCU-Verantwortlichen, ihn für die Folgesaison an Ligakonkurrent RBC Roosendaal zu verleihen. Zwar stieg der Klub am Saisonende ab, Keller jedoch entwickelte sich zum Stammspieler. Zur Saison 2001/02 schaffte Roosendaal den sofortigen Wiederaufstieg aus der Eerste Divisie in die Eredivisie. Der Innenverteidiger blieb noch ein weiteres Jahr, ehe die Leihfrist endete und er im Sommer 2003 nach Utrecht zurückkehrte. Dort kam er schließlich in die Startelf und half bei der Titelverteidigung des KNVB-Pokals, dem niederländischen Pokal. Kurz darauf sicherte sich Utrecht außerdem die Johan-Cruyff-Schaal, als erstes Team neben den großen Drei (Ajax Amsterdam, Feyenoord Rotterdam und PSV Eindhoven). In den Folgejahren, abgesehen von 2006/07, als Keller nur acht Partien bestritt, war er als Verteidiger Leistungsträger und Stammkraft im Utrechter Abwehrverbund. In der Winterpause der Saison 2010/11 erhielt er ein Angebot des Schweizer Super-Ligisten Xamax, bei dem er einen Vertrag bis Sommer 2012 unterzeichnete.

## Erfolge
- KNVB-Pokal mit FC Utrecht: 2004